# 匙囊新萨托菌
匙囊新萨托菌（学名：Neosartorya spathulata）是属于散囊菌目发菌科新萨托菌属的一种真菌，可生长在土壤等基物上。该种分布于台湾等地。
匙囊新萨托菌是匙囊曲霉（Aspergillus spathulatus）的有性型。